# Wallfahrtskapelle Ramersberg

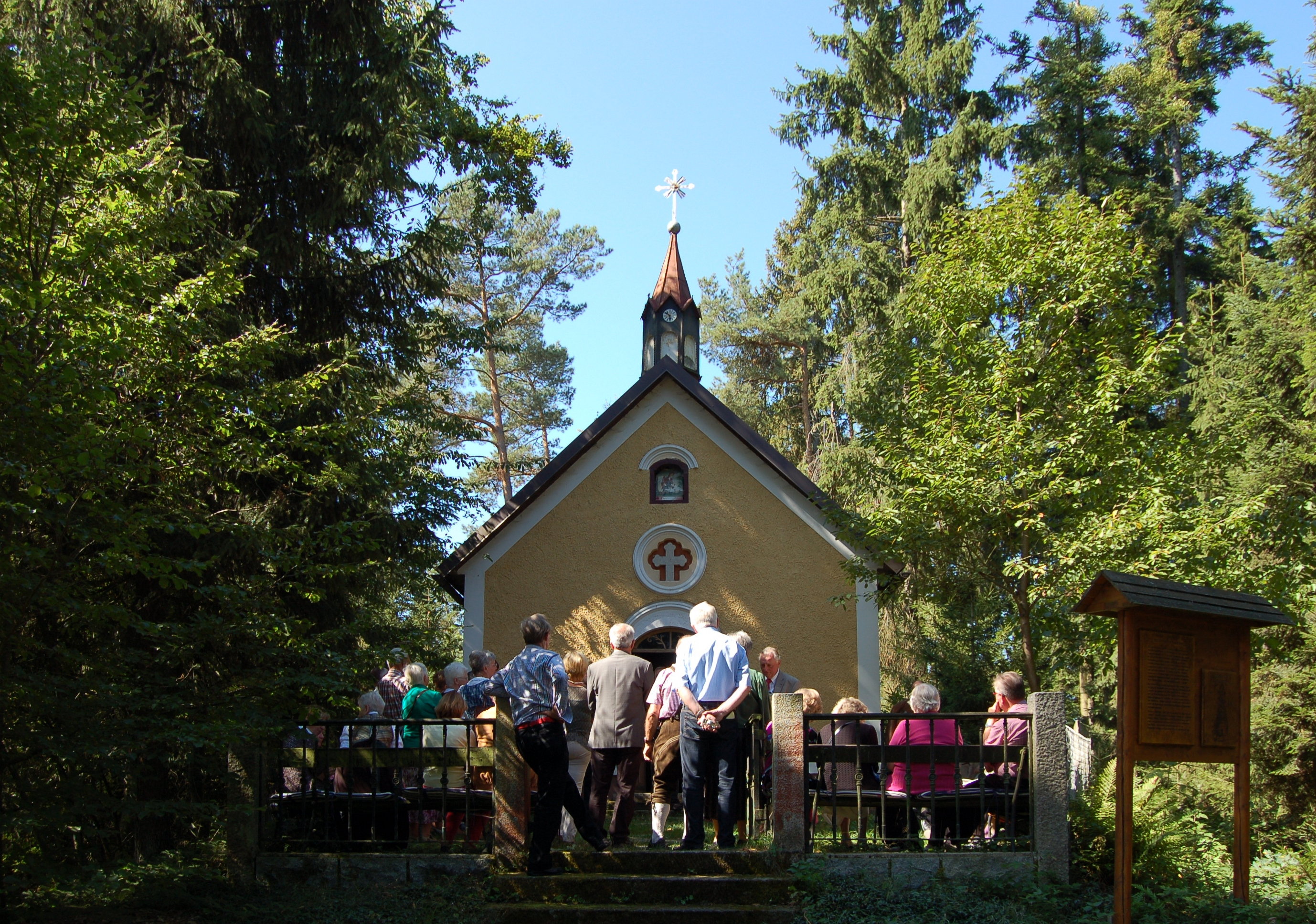
Wallfahrtskapelle Ramersberg (2013)

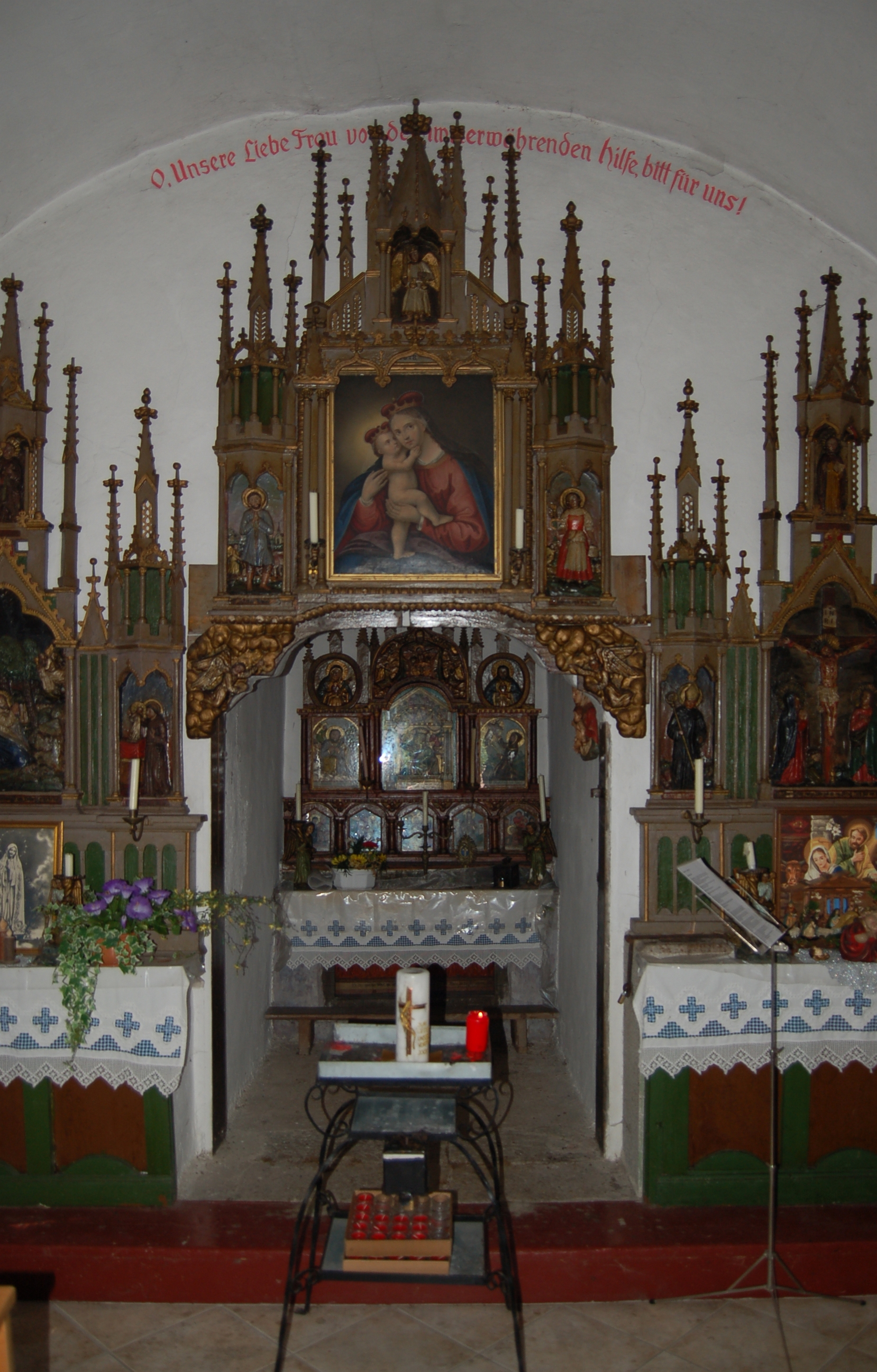
Die drei Altäre und die Chornische (2013)

Die römisch-katholische Wallfahrtskapelle Maria von der immerwährenden Hilfe im Weiler Ramersberg in der Gemeinde Kleinzell im Mühlkreis im Oberen Mühlviertel in Oberösterreich steht unter Denkmalschutz.

## Wallfahrtskapelle
Die Wallfahrtskapelle steht südwestlich des kleinen Weilers Ramersberg auf einem Hügel. Die historistische Giebelkapelle mit einer barockisierenden Fassade mit einem kleinen rechteckigen Chor wurde 1877 erbaut. Über dem Eingangsportal ist eine Darstellung des Kreuzes und darüber die Nischenfigur hl. Florian. Das zweijochige tonnengewölbte Langhaus und die Chornische werden durch einen schulterbogigen Triumphbogen verbunden.

## Ausstattung
Der byzantinisierende Hochaltar als vielteiliges Wandretabel aus der Bauzeit zeigt zahlreiche Bilder, in der Mitte Maria, seitlich die Heiligen Josef und Franz von Assisi, darüber die Dreifaltigkeit, seitlich Maria und Jesus, und unter weitere Heilige. Der Altartisch zeigt ein Fegefeuerrelief.
Der Triumphbogen wird ganz von drei neugotischen wimpergbekrönten Altarretabeln mit Figurenreliefs eingenommen, was nur noch einen kleinen Durchgang in den Chor frei lässt. Die Altäre zeigen in der Mitte über dem Durchgang das Bild Maria-Hilf und seitlich die Heiligen Isidor und Notburga, links den Ölberg mit den Figuren Sebastian und Antonius von Padua, rechts das Bild Kreuzigung mit den Figuren Leonhard und Blasius. Auf allen Altären sind Leuchterengel.
Aufgrund der Wallfahrt gibt es zahlreiche Votivtäfelchen aus dem Ende des 19. Jahrhunderts.

## Kreuzwegstationen
Ein Kreuzweg aus 1884 mit Stationen mit bäuerlichen Reliefs auf Steinsockeln führt zur Wallfahrtskapelle.